# Azzano San Paolo
Azzano San Paolo (lombardul: Sà) település Olaszországban, Lombardia régióban, Bergamo megyében. Lakosainak száma 7577 fő (2023. január 1.). Azzano San Paolo Bergamo, Orio al Serio, Stezzano és Zanica községekkel határos.

## Népesség
A település népességének változása:
| Lakosok száma | 7597 | 7617 | 7577 |
|               | 2017 | 2018 | 2023 |